# Arella
Arella, de son vrai nom Angela Roth, est un personnage de fiction appartenant à l'univers de DC Comics. Elle est la mère de la super-héroïne Raven, et l'épouse du démon Trigon, qui la séduisit sous forme humaine afin de donner naissance à quelqu'un qui pourrait ouvrir un portail sur Terre.

## Biographie du personnage
Née à Gotham City, Angela Roth était une adolescente dépressive et sans but, et tomba sous l'influence d'une secte sataniste, dont les membres la firent participer à une cérémonie pour invoquer le démon Trigon. Le démon apparut, prenant une forme humaine, et séduisit puis épousa Angela. Bien qu'elle sache sa nature démoniaque, elle croyait sa forme humaine authentique. Lorsqu'elle découvrit sa vraie forme, c'était trop tard, et Trigon la viola. Enceinte désormais du démon, elle tenta de se suicider à la pilule, dans une allée abandonnée. Cependant, au lieu de mourir, elle atterrit dans le Temple interdimensionnel d'Azarath, où elle apprit le pacifisme et changea son nom en Arella (ce qui signifie « ange messager » en azarathien).
Lorsque sa fille, Raven, naquit, elle la confia à la grande prêtresse Azar, et ne la vit plus que rarement pendant un moment. Néanmoins, après la mort d'Azar, elle reprit Raven, alors âgée de dix ans, sous sa tutelle.
Plus tard, âgée de dix-huit ans, Raven partit sur Terre afin de contrer l'invasion de Trigon, et forma les New Teen Titans. Elle demanda brièvement de l'aide à sa mère, qui refusa et la renvoya sur Terre. Cependant, lorsque Raven fut capturée par Trigon, Arella décida d'agir, et aida les autres Titans à la sauver.

## Apparition dans d'autres médias

### Série animéeTeen Titans: Les Jeunes Titans
Arella fait une brève apparition dans la saison 4 de la série animée Teen Titans : Les Jeunes Titans. Ici, elle ressemble de façon plus significative à sa fille, portant même un chakra sur le front comme elle.  Cependant, Arella est bien entendue plus âgée, a une peau blanche (alors que celle de Raven est grise) et porte une robe à cagoule blanche au lieu de bleue.
Arella apparaît dans La Prophétie, lorsque Raven, désespérant d'échapper au destin que lui a imposé Trigon, retourne sur Azarath afin de demander conseil à sa mère. Elle arrive jusqu'à une planète Azarath a priori déserte, où, à force de recherche, elle finit par trouver Arella. Cependant, cette dernière lui déclare que le destin est inévitable, faisant écho (bien que moins violemment) aux paroles de Deathstroke.
Il est ensuite révélé que Azarath a déjà été détruit (ou du moins déserté), et que Arella est apparemment morte (bien que cela n'est pas directement montré et reste discutable), ayant seulement laissé une sorte de message télépathique à sa fille.

### Série téléviséeTitans
Elle apparait dès le huitième épisode de la première saison de Titans, interprétée par Rachel Nichols. Sa fille Raven la sauve d'un asile où elle était retenue depuis des années.